# بانگ‌مرغ شابر
بانگ‌مرغ شابر (نام علمی: Leptopterus chabert) نام یک گونه از تیره وانگا است.